# Entracte
Pour les articles homonymes, voir Entracte (homonymie).

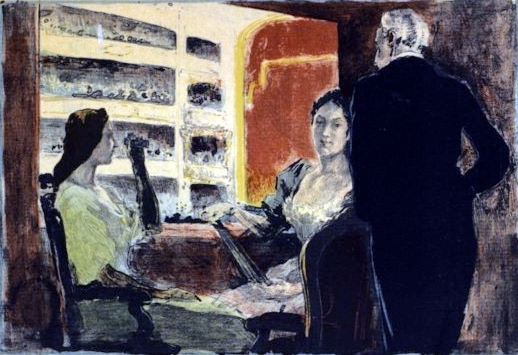
Alexandre Lunois, Pendant l'entracte, lithographie en couleurs parue dans L'Artiste en 1894.

L’entracte est, au théâtre, l’intervalle qui sépare la représentation de deux actes.

## Historique
Chez les Grecs, l’entracte n’existait pas. L’action était continuée par les déclamations, les chants ou les évolutions du chœur qui occupaient ce temps de repos accordé à la fatigue des acteurs.
Les Romains ont été les premiers à partager réellement leurs spectacles en plusieurs parties, pour donner quelque relâche à l’attention des spectateurs. On se contenta d’abord d’élever la toile, puis on introduisit des joueurs de flûte pour divertir le public par la musique ; ensuite on leur adjoignit des histrions (issus des ludions étrusques) qui exécutèrent des pantomimes.
En France, le théâtre au Moyen Âge était essentiellement de rue tandis que les pièces de théâtre à la Renaissance n'étaient pas destinées à être jouées en public, mais lues dans les collèges ou les cercles de lettrés, avant d'être imprimées. Au XVIIe, les troupes de comédiens professionnels se mirent à jouer dans des salles de spectacle permanentes éclairées avec des chandelles de suif qui dégageaient une fumée épaisse et âcre, aussi un valet de coulisses venait les moucher pendant les entractes et remplacer les lumignons alors que les machinistes modifiaient le décor au vu et au su du public. Le XVIIe et le XVIIIe siècle tentèrent, à l’imitation des Romains, de remplir l’entracte par des ballets ou intermèdes de chant et de danse afin de faire patienter les spectateurs. On essaya même, comme Molière certaines comédies-ballets, ou comme Diderot et Beaumarchais dans le drame, de marquer par des mouvements, des scènes muettes de personnages accessoires, la continuation de l’action. Mais, en général, ces exercices ne faisaient pas, comme ceux du chœur antique, partie intégrante de la pièce. La scène était remplie pour le plaisir des yeux et des oreilles ; elle était vide en réalité, et l’entracte était alors, comme maintenant, un ingénieux moyen de laisser l’action se développer (permettant notamment de contourner la règle de l'unité de temps du théâtre classique), tout en ménageant l’attention, et de soustraire à la vue du public certains faits déplaisants ou inutiles. En effet pour les auteurs de tragédies, il était tabou de montrer sur scène  duels, combats, viols et autres crimes et un personnage en faisait le récit devant les spectateurs pendant l'entracte ou au début de l'acte suivant.

## Source
- Gustave Vapereau, Dictionnaire universel des littératures, Paris, Hachette, 1876, p. 708-9